# I kväll jag tänder ett ljus
I kväll jag tänder ett ljus är en julsång med text och musik av Ingvar Hellberg. Den har blivit en populär julsång inom framför allt dansbandsgenren.
År 1975 gjordes en inspelning av Lennart Duvsjö, som släppte den på singel med "Tankar i julekväll" som B-sida. Vikingarna spelade in sången 1979 på sitt album Vikingarnas julparty, och den låg även på Vikingarnas julalbum Julens sånger 1985. 1981 spelade Stefan Borsch in den på sitt julalbum I kväll jag tänder ett ljus. Samma år spelade även Lasse Stefanz in sången. Även Göran Lindberg, på julalbumet Sånger i jul 1995 och Anna-Lena Löfgren på Julens favoriter; Julens schlager från samma år har spelat in sången. 2011 gjorde Tony Strandberg och StrandbergZ Orkester en inspelning av sången.
Under perioden 13 december 1987  till 31 januari 1988 låg Kikki Danielsson på Svensktoppen med något svängigare variant av sången, som den 20 december 1987 låg etta. Denna version fanns även på hennes julalbum Min barndoms jular.
År 2000 spelade Christer Sjögren in sången på sitt julalbum Ett julkort från förr.
Sångtexten handlar om julminnen från barndomen, och tycks på grund av snötemat handla om jul på norra halvklotet. Sången är en av de många julsånger där "ljus" rimmar med "hus". Språket är också något ålderdomligt, vilket märks i strofen "och nu när snöflingor falla i julnatten lång". Texten behandlar även Aftonens stjärna, som egentligen inte är någon stjärna utan planeten Venus.